# 山本真嗣
山本 真嗣（やまもと しんじ）は、日本の絵本作家、イラストレーター。

## 来歴
福岡県に生まれる。三重県南牟婁郡鵜殿村(現、紀宝町鵜殿)で育つ。三重県立木本高等学校を経て、日本大学芸術学部デザイン学科を卒業した。大学卒業後フリーのイラストレーターとなる。
平面作品以外にも、映像（テレビCMや「ニャンちゅうワールド放送局」OPなどの子ども番組）および雑誌などに使用する、立体作品の制作も手がける。
近年は絵本作家としての活動に力を注いでいる。

## 著作
- 『ピックとニックの冒険-LITTLE PLANET-』（キッズレーベル）
- 『たべもの王国のさがしもの』（PHP研究所）